# Playa Trail
Pour les articles homonymes, voir Playa.
Le Playa Trail est un sentier de randonnée américain dans le comté d'Otero, au Nouveau-Mexique. Il est situé au sein du parc national des White Sands.